# Puchar Sześciu Narodów U-20 2010
Puchar Sześciu Narodów U-20 2010 – trzecia edycja Pucharu Sześciu Narodów U-20, międzynarodowych rozgrywek w rugby union dla reprezentacji narodowych do lat dwudziestu. Zawody odbyły się w dniach 5 lutego – 21 marca 2010 roku, a zwyciężyła w nich reprezentacja Irlandii.

## Mecze
| 5 lutego 201019:30 | Szkocja U-20       | 8:8 | Francja U-20                                  | Caledonian Stadium, Inverness Widzów: 3000 Sędzia: Alan Falzone |
| 5 lutego 201019:30 | Alex Blair 8 (P K) | 8:8 | Jeremy Sinzelle 5 (P) Romain Barthélémy 3 (K) | Caledonian Stadium, Inverness Widzów: 3000 Sędzia: Alan Falzone |

| 5 lutego 201019:35 | Irlandia U-20 | 39:0 | Włochy U-20 | Dubarry Park, Athlone Sędzia: Leighton Hodges |
| 5 lutego 201019:35 | James McKinney 7 (2pd K) Darren Hudson 15 (3P) Brendan Macken 5 (P) Nevin Spence 5 (P) Simon Zebo 5 (P) Brian Kingston 2 (pd) | 39:0 |             | Dubarry Park, Athlone Sędzia: Leighton Hodges |

| 5 lutego 201019:45 | Anglia U-20                                                                                       | 41:14 | Walia U-20                            | Kingsholm Stadium, Gloucester Sędzia: David Wilkinson |
| 5 lutego 201019:45 | Freddie Burns 12 (3pd 2K) Joe Marler 10 (2P) Jamie George 5 (P) Jacob Rowan 5 (P) Jonny May 5 (P) | 41:14 | James Loxton 5 (P) Matt Jarvis 9 (3K) | Kingsholm Stadium, Gloucester Sędzia: David Wilkinson |

| 12 lutego 201018:00 | Włochy U-20                              | 10:16 | Anglia U-20                                                          | Stadio Romolo Pacifici, San Donà di Piave Sędzia: Neil Paterson |
| 12 lutego 201018:00 | Jonny May 5 (P) Freddie Burns 11 (pd 3K) | 10:16 | Tommaso Iannone 3 (K) Filippo Ferrarini 5 (P) Alberto Chillon 2 (pd) | Stadio Romolo Pacifici, San Donà di Piave Sędzia: Neil Paterson |

| 12 lutego 201019:05 | Walia U-20                                                     | 20:12 | Szkocja U-20                       | Cardiff Arms Park, Cardiff Sędzia: Cédric Marchat |
| 12 lutego 201019:05 | Matt Jarvis 10 (2pd 2K) Simon Gardiner 5 (P) Rhys Downes 5 (P) | 20:12 | Tom Brown 10 (2P) Oli Grove 2 (pd) | Cardiff Arms Park, Cardiff Sędzia: Cédric Marchat |

| 12 lutego 201020:45 | Francja U-20                                | 20:15 | Irlandia U-20                               | Stade de la Chevalière, Mazamet Sędzia: Greg Garner |
| 12 lutego 201020:45 | Mathieu Lamoulie 5 (P) Gilles Bosch 15 (5K) | 20:15 | James McKinney 12 (4K) Brian Kingston 3 (K) | Stade de la Chevalière, Mazamet Sędzia: Greg Garner |

| 26 lutego 201013:30 | Walia U-20                                                                                              | 43:8 | Francja U-20                                  | Cardiff Arms Park, Cardiff Sędzia: Andy Macpherson |
| 26 lutego 201013:30 | Kristian Phillips 15 (3P) Matt Jarvis 13 (5pd K) Scott Williams 5 (P) James Loxton 5 (P) Dan Fish 5 (P) | 43:8 | Jean-Marc Doussain 3 (K) Tanguy Molcard 5 (P) | Cardiff Arms Park, Cardiff Sędzia: Andy Macpherson |

| 26 lutego 201015:00 | Włochy U-20                                   | 16:18 | Szkocja U-20                                                            | Santa Rosa, Capoterra Widzów: 4000 Sędzia: David Bodilly |
| 26 lutego 201015:00 | Tommaso Iannone 11 (pd 3K) Eduardo Gori 5 (P) | 16:18 | Alun Walker 5 (P) Dougie Fife 5 (P) Oliver Grove 3 (K) Alex Blair 5 (P) | Santa Rosa, Capoterra Widzów: 4000 Sędzia: David Bodilly |

| 26 lutego 201019:45 | Anglia U-20                                    | 10:25 | Irlandia U-20                                                                           | Kingsholm Stadium, Gloucester Sędzia: Stefano Penne |
| 26 lutego 201019:45 | Freddie Burns 5 (pd K) karne przyłożenie 5 (P) | 10:25 | Andrew Conway 10 (2P) Darren Hudson 5 (P) James McKinney 7 (2pd K) Brian Kingston 3 (K) | Kingsholm Stadium, Gloucester Sędzia: Stefano Penne |

| 12 marca 201019:00 | Szkocja U-20      | 6:27 | Anglia U-20                                                                          | Firhill Stadium, Glasgow Sędzia: John Lacey |
| 12 marca 201019:00 | Alex Blair 6 (2K) | 6:27 | Andy Forsyth 5 (P) Rory Clegg 12 (3pd 2K) Marcus Watson 5 (P) Charlie Matthews 5 (P) | Firhill Stadium, Glasgow Sędzia: John Lacey |

| 12 marca 201019:35 | Irlandia U-20                                                                     | 24:17 | Walia U-20                                             | Dubarry Park, Athlone Sędzia: Laurent Cardona |
| 12 marca 201019:35 | Niall Annett 5 (P) James McKinney 9 (3pd K) Paddy Butler 5 (P) Eoin Griffin 5 (P) | 24:17 | Dan Fish 10 (2P) Dean Gunter 2 (pd) James Loxton 5 (P) | Dubarry Park, Athlone Sędzia: Laurent Cardona |

| 12 marca 201020:45 | Francja U-20                                                                               | 25:6 | Włochy U-20            | Stade des Alpes, Grenoble Widzów: 20000 Sędzia: Andrew McMenemy |
| 12 marca 201020:45 | Jean-Marc Doussain 10 (2pd 2K) Remi Lamerat 5 (P) Lucas Dupont 5 (P) Georges Souvent 5 (P) | 25:6 | Tommaso Iannone 6 (2K) | Stade des Alpes, Grenoble Widzów: 20000 Sędzia: Andrew McMenemy |

| 19 marca 201019:05 | Walia U-20                                                                       | 30:22 | Włochy U-20                                 | Cardiff Arms Park, Cardiff Widzów: 3000 |
| 19 marca 201019:05 | Matt Jarvis 11 (pd 3K) Scott Williams 5 (P) Dean Gunter 9 (P 2pd) Dan Fish 5 (P) | 30:22 | Alberto Chillon 17 (pd 5K) Ornel Gega 5 (P) | Cardiff Arms Park, Cardiff Widzów: 3000 |

| 19 marca 201019:35 | Irlandia U-20                                                                                  | 44:15 | Szkocja U-20       | Dubarry Park, Athlone Sędzia: Mathieu Raynal |
| 19 marca 201019:35 | James McKinney 19 (5pd 3K) Andrew Conway 10 (2P) Tiernan O'Halloran 5 (P) Nevin Spence 10 (2P) | 44:15 | Alex Blair 15 (5K) | Dubarry Park, Athlone Sędzia: Mathieu Raynal |

| 21 marca 201015:00 | Francja U-20 | 33:47 | Anglia U-20                                                                                     | Stade du Pré-Hembert, Saint-Nazaire Sędzia: Dudley Phillips |
| 21 marca 201015:00 | Alexis Bales 10 (2P) Lucas Dupont 5 (P) Xavier Chiocci 5 (P) Arthur Roulin 5 (P) Jean-Marc Doussain 4 (2pd) Gilles Bosch 4 (2pd) | 33:47 | Jamie Gibson 10 (2P) Tom Casson 5 (P) Marcus Watson 5 (P) Sam Smith 5 (P) Tom Homer 22 (5pd 4K) | Stade du Pré-Hembert, Saint-Nazaire Sędzia: Dudley Phillips |